# Тростянка (Волгоградская область)
Тростянка — село в Еланском районе Волгоградской области России, административный центр Тростянского сельского поселения.
Население - 551 (2010)

## История
Село относилось к Хопёрскому округу Земли Войска Донского (с 1870 - Область Войска Донского). В 1859 года в селе проживали 478 мужчин и 523 женщины. Согласно переписи 1873 года Тростянка имела статус слободы, являлась волостным селом Тростянской волости. В слободе проживали 551 мужчина и 557 женщин, в хозяйствах жителей имелось 840 лошадей, 254 пары волов, 530 голов прочего рогатого скота, 740 овец. Согласно переписи населения 1897 года в Тростянке проживали 670 мужчин и 660 женщин, из них грамотных: мужчин — 133 (19,85 %), женщин — 15 (2,3 %).
Согласно алфавитному списку населённых мест Области Войска Донского 1915 года земельный надел слободы составлял 3001 десятину, в селе проживали 874 мужчины и 864 женщины, имелись волостное и сельское правления, две школы. Село обслуживало Мачехское почтовое отделение (село Мачеха).
С 1928 году село - в составе Еланского района Камышинского округа (упразднён в 1930 году) Нижне-Волжского края (с 1934 года - Сталинградский край). Село являлось центром Тростянского сельсовета. В 1935 году Тростянский сельсовет передан в состав Мачешанского района Сталинградского края (с 1936 года - Сталинградской области). В соответствии с Указом Президиума Верховного Совета РСФСР от 14 августа 1959 года, решением Исполнительного Комитета Сталинградского областного Совета депутатов трудящихся от 27 августа 1959 года № 18/417 Мачешанский район был упразднен, Тростянский сельсовет был включён в состав Еланского района.

## География
Село находится в пределах Хопёрско-Бузулукской равнины, являющейся южным окончанием Окско-Донской низменности, в Тростянской балке, на правом берегу реки Бузулук, на высоте около 100-120 метров над уровнем моря. Почвы — чернозёмы южные.
Через село проходит автодорога Новоаннинский - Елань. По автомобильным дорогам расстояние до областного центра города Волгоград составляет 330 км, до районного центра рабочего посёлка Елань — 26 км.
Климат
Климат умеренный континентальный (согласно классификации климатов Кёппена — Dfb). Многолетняя норма осадков — 454 мм. В течение города количество выпадающих атмосферных осадков распределяется относительно равномерно: наибольшее количество осадков выпадает в июне — 53 мм, наименьшее в марте - 24 мм. Среднегодовая температура положительная и составляет + 6,5 °С, средняя температура самого холодного месяца января −9,6 °С, самого жаркого месяца июля +21,7 °С.
Часовой пояс
Тростянка, как и вся Волгоградская область, находится в часовой зоне МСК (московское время). Смещение применяемого времени относительно UTC составляет +3:00.

## Население
Динамика численности населения по годам:
| 1859 | 1873 | 1897 | 1915 | 1987 | 2002 |
| ---- | ---- | ---- | ---- | ---- | ---- |
| 1001 | 1108 | 1330 | 1738 | ≈620 | 617  |

| 2010 |
| ---- |
| 551  |